# Buena Vista Imaging
Pour les articles homonymes, voir Buena Vista (Disney).
Buena Vista Imaging est société d'effets spéciaux et d'effets optiques cinématographiques dépendantes des Studios Disney. Elle réalise aussi des génériques de films.
La société est un service créée en 1971 pour le film L'Apprentie sorcière mais dont l'activité a été ensuite suspendue jusqu'en 1992.
En 1992, le service devient une filiale à part entière et apparaît au générique du film La Main sur le berceau sous le nom de Buena Vista Opticals. La société participe ensuite à l'élaboration de nombreux films produits ou distribués par les studios de la Walt Disney Company. Son activité est essentiellement centrée sur les génériques, les effets spéciaux et les optiques cinématographique.
Dès le début 1993, la société reprend le nom Buena Vista Imaging.

## Filmographie

### Effets spéciaux
- Les Trois Mousquetaires (1993)
- Houseguest (1995)
- Pleure, ô pays bien-aimé (1995)
- Agent zéro zéro (Spy Hard) (1996)
- Deux jours à Los Angeles (1996)
- Les 101 Dalmatiens (101 Dalmatians, 1996)
- Crash Dive (1997)
- Romy et Michelle, 10 ans après (1997)
- Les Ailes de l'enfer (1997)
- Pour le pire et pour le meilleur (1997)
- Le Témoin du Mal (1998)
- Un cri dans l'océan (Deep Rising, 1998)
- Armageddon (1998)
- Holy Man (1998)
- Le 13e Guerrier (1999)
- Deuce Bigalow: Male Gigolo (1999)
- Shanghai Kid (2000)
- The Rookie (2002)
- Haunted (2002)
- Miracle (2004)
- Alamo (2004)

### Optiques
- La Main sur le berceau (1992)
- Captain Ron (1992)
- Monsieur le député (The Distinguished Gentleman, 1992)
- Les Princes de la ville (Bound by Honor, 1993)
- The Program (1993)
- L'Étrange Noël de monsieur Jack (1993)
- Greedy (1994)
- Camp Nowhere (1994)
- Le Cadeau du ciel (1994)
- Quiz Show (1994)
- Squanto: A Warrior's Tale (1994)
- Usual Suspects (1995)
- L'Invité (Houseguest) (1995)
- Bye Bye Love (1995)
- L'Amour à tout prix (While You Were Sleeping, 1995)
- Mad Love (1995)
- Dernières Heures à Denver (1995)
- Congo (1995)
- Pocahontas (1995)
- Assassin (1995)
- Toy Story (1995)
- Mr. Wrong (1996)
- Personnel et Confidentiel (Up Close and Personal, 1996)
- Tremors 2 : Les Dents de la Terre (Tremors II: Aftershocks, 1996)
- Rock (1996)
- Les Ailes de l'enfer (1997)
- Rien à perdre (Nothing to Lose, 1997)
- Winnie l'ourson 2 : Le Grand Voyage (1997)
- Mr. Magoo (1997)
- Le Témoin du mal (1998)
- Un cri dans l'océan (Deep Rising, 1998)
- Armageddon (1998)
- Le Prince de Sicile (Jane Austen's Mafia!) (1998)
- Pocahontas 2 (1998)
- Vous avez un message (1998)
- Préjudice (A Civil Action, 1998)
- L'Autre Sœur (1999)
- Le 13e Guerrier (1999)
- Mystery, Alaska (1999)
- La Ligne verte (1999)
- Les Aventures de Tigrou (2000)
- Mission to Mars (2000)
- Shanghai Kid (2000)
- La Petite Sirène 2 : Retour à l'océan (2000)
- Kuzco, l'empereur mégalo (2000)
- Princesse malgré elle (2001)
- Le Grand Coup de Max Keeble (Max Keeble's Big Move, 2001)
- Le Livre de la jungle 2 (2003)
- Bronx à Bel Air (Bringing Down the House, 2003)
- Freaky Friday : Dans la peau de ma mère (2003)
- Le Manoir hanté et les 999 Fantômes (2003)
- Alamo (2004)
- Fashion Maman (2004)
- La Coccinelle revient (2005)

### Génériques
- L'Apprentie sorcière (1971)
- La Main sur le berceau (1992)
- Captain Ron (1992)
- Les Petits Champions (1992)
- Monsieur le député (The Distinguished Gentleman) (1992)
- Born Yesterday (1993)
- Les Princes de la ville (Bound by Honor, 1993)
- Indian Summer (1993)
- The Program (1993)
- L'Étrange Noël de Monsieur Jack (1993)
- Greedy (1994)
- Le Roi lion (1994)
- Camp Nowhere (1994)
- Quiz Show (1994)
- Squanto: A Warrior's Tale (1994)
- Usual Suspects (1995)
- Houseguest (1995)
- Bye Bye Love (1995)
- L'Amour à tout prix (While You Were Sleeping, 1995)
- Mad Love (1995)
- Dernières heures à Denver (1995)
- Congo (1995)
- Pocahontas (1995)
- Assassins (1995)
- Toy Story (1995)
- Mr. Wrong (1996)
- Personnel et confidentiel (Up Close and Personal, 1996)
- Tremors 2 : Les Dents de la Terre (Tremors II: Aftershocks) (1996)
- Rock (1996)
- Romy et Michelle, 10 ans après (1997)
- Nothing to Lose (1997)
- Winnie l'ourson 2 : Le Grand Voyage (1997)
- Mr. Magoo (1997)
- Un cri dans l'océan (Deep Rising, 1998)
- Glory and Honor (1998) (TV)
- Mulan (1998)
- Le Prince de Sicile (Mafia!) (1998)
- Pocahontas 2 : Un monde nouveau (1998)
- Préjudice (A Civil Action, 1998)
- L'Autre Sœur (1999)
- Le 13e Guerrier (1999)
- Mystery, Alaska (1999)
- Gigolo à tout prix (1999)
- La Ligne verte (1999)
- Les Aventures de Tigrou (2000)
- Mission to Mars (2000)
- La Petite Sirène 2 : Retour à l'océan (2000)
- Kuzco, l'empereur mégalo (2000)
- Atlantide, l'empire perdu (2001)
- Princesse malgré elle (2001)
- Lilo et Stitch (2002)
- La Planète au trésor, un nouvel univers (2002)
- Le Livre de la jungle 2 (2003)
- Frère des ours (2003)
- Le Journal intime d'une future star (2004)

### Autres
- Frank and Ollie (1995) : caméra

## Sources
- Buena Vista Imaging
- Buena Vista Opticals